# Rubin Okotie
Rubin Okotie est un footballeur autrichien né le 6 juin 1987 à Karachi au Pakistan.
Il joue au poste d'attaquant au KFCO Beerschot Wilrijk.

## Carrière

### Club
Le 30 mai 2010, alors en fin de contrat avec l'Austria Vienne, le jeune attaquant signe pour trois ans avec le 1. FC Nuremberg, il découvrira donc la Bundesliga.

## Palmarès
- Austria Vienne
  - Vainqueur de la Coupe d'Autriche en 2009